# باشگاه فوتبال موگرن
باشگاه فوتبال موگرن (به انگلیسی: FK Mogren) یک باشگاه فوتبال مستقر در بودوا، مونته‌نگرو بود. این تیم که در سال ۱۹۲۰ تأسیس شد، دو بار قهرمان لیگ دسته اول مونته‌نگرو و یک بار قهرمان جام حذفی مونته‌نگرو شده است.
در سال ۲۰۱۵، پس از ورشکستگی و بدهی‌ها، باشگاه فوتبال موگرن به پایین‌ترین سطح رقابت‌های فوتبال در مونته‌نگرو سقوط کرد. در مارس ۲۰۱۷، باشگاه فوتبال موگرن از منطقه جنوب لیگ دسته سوم مونته‌نگرو اخراج شد. موگرن در سال ۲۰۱۷ منحل شد. گروهی از علاقه‌مندان به این باشگاه سعی کردند باشگاه جدیدی را با نام موگرن ۱۹۲۰ ثبت کنند، اما وزارت ورزش به آنها اجازه نداد. در عوض، باشگاه فوتبال بودوا تأسیس شد و کار خود را با بخش‌های جوانان آغاز کرد.

## افتخارات
- لیگ دسته اول مونته‌نگرو
  - قهرمان (۲): ۰۹–۲۰۰۸، ۱۱–۲۰۱۰
- جام حذفی مونته‌نگرو
  - قهرمان (۱): ۰۸–۲۰۰۷
  - نایب‌قهرمان (۱): ۱۱–۲۰۱۰
- لیگ دسته دوم صربستان و مونته‌نگرو
  - قهرمان (۲): ۹۸–۱۹۹۷، ۰۲–۲۰۰۱
- لیگ جمهوری مونته‌نگرو
  - قهرمان (۱): ۸۱–۱۹۸۰
- جام جمهوری مونته‌نگرو
  - قهرمان (۱): ۸۱–۱۹۸۰

## مربی‌ها
- استوان مویسیلوویچ

## ورزشگاه
این باشگاه در ورزشگاه لوگووی، نزدیک ساحل اصلی بودوا، بازی می‌کرد. ظرفیت ورزشگاه ۱٬۵۰۰ صندلی روی دو سکو است و استانداردهای یوفا برای مسابقات اروپایی را ندارد. پس از سقوط آنها به لیگ دسته سوم مونته‌نگرو، باشگاه فوتبال موگرن بیشتر مسابقات خود را در مجموعه فوتبال جاز در نزدیکی بودوا برگزار می‌کرد.

## اسپانسرها
- اسپانسر اصلی: شهرداری بودوا
- تأمین‌کننده رسمی کیت: پوما

## همچنین ببینید
- بودوا